# 王铁冠
王铁冠（1937年12—），中国石油地质学家。中国石油大学（北京）教授。

## 生平
出生于上海。1956年毕业于北京石油地质学校。1965年毕业于北京石油学院。
1994年起在石油大学（北京）任教，现兼任国家自然科学基金委评审专家组成员、教育部石油天然气成藏机理、煤炭资源两个重点实验室的学术委员、中油股份公司油气地球化学重点实验室学术委员会副主任、《地质学报（英文版）》、《地质论评》、《地球化学》、《石油实验地质》、《海相油气地质》编委。